# مورچه فرعون
مورچه فرعون (نام علمی: Monomorium pharaonis) نام یک گونه از تیره مورچه است.